# Chrysilla doriai
Chrysilla doriai là một loài nhện trong họ Salticidae.
Loài này thuộc chi Chrysilla. Chrysilla doriai được Tord Tamerlan Teodor Thorell miêu tả năm 1890.